# A.V.H. Hartendorp
Abraham van Heyningen Hartendorp (Haarlem 1893 - 1964?) was een Amerikaans schrijver, redacteur en publicist. Hartendorp was adviseur van twee Filipijnse presidenten en wordt wel de "vader van de Filipijnse redacteuren" genoemd.

## Biografie
A.V.H. Hartendorp werd in 1893 geboren een welgestelde familie in Haarlem. Nadat hij zijn jeugd had doorgebracht in Nederland emigreerde het gezin in 1904 naar Orange City in de Amerikaanse staat Iowa, waar hij de Amerikaanse nationaliteit verkreeg. In 1914 verhuisden ze naar Denver, waar Abraham studeerde aan de University of Colorado. In 1917 vertrok hij naar de Filipijnen om daar te gaan werken als docent. In 1919 ontmoette hij in Ifugao de Amerikaanse antropoloog Henry Otley Beyer, met wie de rest van zijn leven zou samenwerken. Hij verzamelde enige tijd etnografisch materiaal in die regio voor Beyer hetgeen het begin was van een levenslange fascinatie voor etnografie. In 1921 werd hij aangenomen als verslaggever voor de Manila Times, waarna hij al snel promoveerde tot redacteur. Gelijktijdig doceerde hij psychologie en Engels aan de University of the Philippines.
In 1929 richtte hij Philippine Magazine op. Dit maandblad dat uitkwam tot 1941 groeide uit tot de kraamkamer van de Filipijnse literatuur. Het tijdschrift was een springplank naar grotere bekendheid voor schrijvers als Alberto Florentino, Amor Daguio, N.V.M. Gonzalez, Jose Garcia Villa en Manuel Arguilla. In de jaren voor de Tweede Wereldoorlog was hij een persoonlijke vertrouweling van president Manuel Quezon. Gedurende de oorlog zat hij drie jaar lang in een gevangenkamp op de campus van de University of Santo Tomas. Na de oorlog schreef Hartendorp artikelen en opiniestukken over actuele onderwerpen als vrijheid en onafhankelijkheid. Ook was hij adviseur van president Sergio Osmeña. In de laatste jaren van zijn leven schreef hij een twee boeken over de geschiedenis van de Filipijnen en met name over de Amerikaanse koloniale tijd en de Japanse bezetting.

## Bron
- Artemio R. Guillermo, Historical Dictionary of the Philippines, The Scarecrow Press, Inc., Lanham (2011)

- CiNii: DA07973604
- International Standard Name Identifier: 0000 0001 1948 9510
- Library of Congress Control Number: n88243967
- Nationale Bibliotheek van Israël: 987007278711305171
- Nederlandse Thesaurus van Auteursnamen: 135661943
- Système universitaire de documentation: 082991022
- Trove: 1305183
- Virtual International Authority File: 40943361
- WorldCat: E39PCjyjVkxRWQbMFRDbGr88cq